# 友近・礼二の妄想トレイン
『友近・礼二の妄想トレイン』（ともちか・れいじのもうそうとれいん）はBS日テレで2020年6月8日より放送されている旅番組、トークバラエティ番組。毎週火曜日21:00 - 21:54（JST）に放送。番組開始から2023年3月27日までは毎週月曜日の21:00 - 21:54に放送されていた。

## 概要
旅好き友近と鉄道好き中川家・礼二、女子鉄アナ（アシスタント）・久野知美がゲストと共に、時刻表を片手に鉄道、温泉、グルメなど、理想の旅をただただ妄想トークする「旅をしない」旅番組である。ただし、MC二人が実際に鉄道旅行に出ることもある（番組では「実車」と呼ぶ）。当初は2020年4月13日より放送開始する予定であったが、新型コロナウイルス感染拡大の影響で番組制作が遅れたことから2か月延期してのスタートとなった。以前、テレビ西日本（フジテレビ系列）制作の「友近・礼二の福岡（九州）を旅してみたらこうなりました」で2人が九州を旅したのが最初の鉄道番組であったが、全国的な机上旅行に置き換えた初めてのレギュラー番組として開始された。
2024年3月まで番組テーマ曲はTHE BLUE HEARTSの「TRAIN-TRAIN」、オープニング曲はゆずの「超特急」がそれぞれ使用されていた。（番組初期は回により、異なる曲を使用することもあった）。2024年4月よりこれらに代わりアン・ルイスの「恋のブギ・ウギ・トレイン」が使用されている。
毎回、エンディングにて旅のプランをイラストで紹介しており（2024年3月まで）、放送後は公式サイトに掲載される。
2023年4月4日より放送時間が毎週火曜日の21:00 - 21:54に変更となった。
2024年4月2日より「目線をひと味変えて、よりリアリティーある妄想を！」をコンセプトにリニューアルし、MC二人がゲストが実際に鉄道旅行をする映像を見たり、旅行会社から実際に販売されている旅行プランについて語り合う内容が主となっている。またリニューアル前の番組の主軸だった番組オリジナルの妄想旅行プランも、実際に国内旅行業務取扱管理者の資格を持つ南田裕介が提案している。またリニューアル前同様MC二人が実際に旅に出る「実車」もある。
2024年のBS日テレの年越し特番を当番組が担当した(放送曜日は通常と同じ火曜日。ただし放送時間は22：00-翌0：25）。この放送回はTVerでもHuluでも配信されない(通常は放送後TVerで一週間、Huluで一年間配信される） 。

## 出演者

### MC
- 友近

旅好き代表のMCで、旅行雑誌に掲載しているようなおしゃれなスポット（特に宿など）を妄想旅行プランに組み混んでいる。実は鉄道旅が大好きで、「時刻表」の表紙に掲載されるのをかなり喜んだ。
- 中川礼二（中川家）

鉄道好き芸人代表のMC。さりげなく鉄道ネタを番組内に組み込んでゆき、ネタを披露する事もある。得意の物まねで妄想の幅を広げていく重要なブレーン。

### アシスタント→2024年4月2日からは鉄道情報サポート
- 久野知美

鉄道好きアナウンサーで、（ダイヤを含めた）鉄道情報のブレーン。彼女のポジション、なおかつシートは「みどりの窓口」のパーティションを組まれた中にある。
- 南田裕介

### ナレーション
- 中尾智（-2024年3月5日）
- 服部潤（2024年4月2日-）

## 放送リスト

### 2020年
| 回 | 放送日   | 放送内容                                     | ゲスト                           | 備考              |
| -- | -------- | -------------------------------------------- | -------------------------------- | ----------------- |
| 1  | 6月8日   | ひのとり&しまかぜで行く伊勢志摩の旅          | 徳永ゆうき、足立梨花             | [ R 1 ]           |
| 2  | 6月15日  | えちごトキめきリゾート雪月花で行く新潟の旅   | 土屋礼央、池田美優               |                   |
| 3  | 6月22日  | とれいゆつばさで行く山形・自然ふれあいの旅   | 六角精児、宇賀なつみ             |                   |
| 4  | 6月29日  | スーパーはくとで行く鳥取の旅                 | 横山由依、藤田大介               | [ 注 2 ]          |
| 5  | 7月6日   | サンライズ瀬戸で行く香川・うどん食べ比べの旅 | 徳永ゆうき、中野美奈子           |                   |
| 6  | 7月13日  | 西武鉄道「52席の至福」を満喫、秩父日帰りの旅 | 田山涼成、南美希子               | [ 注 3 ] [ R 2 ]  |
| 7  | 7月20日  | 妄想が暴走に!?「鉄分」多めの1時間            | 徳永ゆうき、南田裕介             | 特別編            |
| 8  | 7月27日  | 踊り子号乗り比べで行く伊豆半島の旅           | 橋本マナミ、徳永ゆうき           | [ 注 4 ]          |
| 9  | 8月3日   | 坊っちゃん列車で行く道後温泉の旅             | 土屋礼央、雛形あきこ             | [ 注 5 ]          |
| 10 | 8月17日  | ワイン列車で行く信州絶景の旅                 | 佐藤栞里、南田裕介               | [ 注 5 ] [ 注 6 ] |
| 11 | 8月24日  | ワイドビューひだで行く下呂温泉の旅           | 釈由美子、上野耕平               | [ 注 4 ]          |
| 12 | 8月31日  | 富士急行乗り比べで行く富士山の旅             | 原田龍二、水野裕子               | [ R 3 ]           |
| 13 | 9月7日   | 花嫁のれんで行く石川・能登半島の旅           | 田中美里、上野耕平               | [ R 4 ]           |
| 14 | 9月14日  | 特別編「鉄分」多めの1時間パート2             | 伊藤壮吾、南田裕介               | 特別編            |
| 15 | 9月21日  | 立山黒部アルペンルートで行く黒部ダムの旅     | 小沢真珠、土屋礼央               | [ R 5 ]           |
| 16 | 9月28日  | SL大樹で行く日光の旅                         | 田山涼成、南美希子               | [ R 6 ]           |
| 17 | 10月5日  | 静岡・大井川鐵道を満喫の旅                   | 石原良純、岡田結実               | [ R 7 ]           |
| 18 | 10月12日 | 琵琶湖環状線で行く琵琶湖一周美食の旅         | YOU、伊藤壮吾                    | [ R 8 ]           |
| 19 | 10月19日 | えちぜん鉄道で行く蕎麦王国・福井の旅         | 高橋英樹、村井美樹               | [ R 9 ]           |
| 20 | 10月26日 | こうや花鉄道 天空で行く和歌山・高野山の旅    | 宇賀なつみ、徳永ゆうき           | [ R 10 ]          |
| 21 | 11月2日  | 「鉄分」多めの1時間パート3                   | 廣田あいか、南田裕介             | 特別編            |
| 22 | 11月9日  | 紅葉と海の京都へ、よくばり1泊2日の旅 前編    | 橋本マナミ、徳永ゆうき           | [ R 11 ]          |
| 23 | 11月16日 | 紅葉と海の京都へ、よくばり1泊2日の旅 後編    | 橋本マナミ、徳永ゆうき           | [ R 11 ]          |
| 24 | 11月23日 | 京急で行く日帰り三浦半島の旅                 | 木村有希、吉川正洋               | [ R 12 ]          |
| 25 | 12月7日  | 36ぷらす3で行く九州半周の旅 前編             | 柏木由紀、伊藤壮吾               |                   |
| 26 | 12月14日 | 36ぷらす3で行く九州半周の旅 後編             | 柏木由紀、伊藤壮吾               |                   |
| 27 | 12月21日 | 友近×久野が京都女子旅へ&スーツ交通に密着     | 徳永ゆうき、南田裕介、スーツ交通 | 特別編            |

### 2021年
| 回 | 放送日   | 放送内容                                                                 | ゲスト                         | 備考              |
| --- | -------- | ------------------------------------------------------------------------ | ------------------------------ | ----------------- |
| 28 | 1月4日   | 新春2時間SP! 山陽山陰をめぐる出雲初詣の旅                                | 石原良純、YOU                  | [ 注 7 ]          |
| 29 | 1月18日  | あの観光列車に試乗&車両チェックに密着                                    | 伊藤壮吾、南田裕介             | 特別編            |
| 30 | 2月1日   | お座トロ展望列車で行く福島・会津グルメ旅                                 | 秋吉久美子、土屋礼央           | [ R 13 ]          |
| 31 | 2月8日   | 北海道・道南いさりび鉄道で行く津軽海峡冬景色の旅                         | 香西かおり、徳永ゆうき         | [ R 14 ]          |
| 32 | 2月15日  | 小田急ロマンスカーで行く箱根・贅沢美食の旅                               | 市川猿之助、南美希子           | [ R 15 ]          |
| 33 | 3月1日   | 鹿島臨海鉄道で行く茨城・早春日帰り旅                                     | 上野耕平、鈴木奈々             |                   |
| 34 | 3月15日  | 由利高原鉄道で行く秋田ローカル線と雪国温泉旅                             | 徳永ゆうき、生駒里奈           |                   |
| 35 | 4月5日   | 青の交響曲（）で行く古都奈良・桜満開スペシャル                           | 高橋英樹、水野裕子             | [ R 16 ]          |
| 36 | 4月12日  | いすみ鉄道で行く春の千葉・房総日帰りグルメ旅                             | 吉川正洋、佐々木久美           |                   |
| 37 | 4月19日  | 特急あそぼーい!で行く熊本・阿蘇の旅                                      | 映美くらら、伊藤壮吾           |                   |
| 38 | 4月26日  | べるもんたで行く富山・絶景チューリップの旅                               | 勝村政信、村井美樹             | [ R 17 ]          |
| 39 | 5月3日   | 京都・大阪・兵庫、三都巡りの旅                                           | 六角精児、山村紅葉             | [ R 18 ]          |
| 40 | 5月10日  | WEST EXPRESS銀河 試運転SP 前編                                           | 徳永ゆうき、伊藤壮吾、南田裕介 | 特別編            |
| 41 | 5月24日  | WEST EXPRESS銀河 試運転SP 後編                                           | 徳永ゆうき、伊藤壮吾、南田裕介 | 特別編            |
| 42 | 5月31日  | 或る列車で行く長崎ハウステンボスの旅                                     | 若村麻由美、土屋礼央           | [ R 21 ]          |
| 43 | 6月7日   | 薬草列車で行く岐阜・長良川 鵜飼いの旅                                    | 山本博、市川紗椰               | [ R 22 ]          |
| 44 | 6月21日  | 江ノ電で行く鎌倉あじさい&茅ヶ崎サウナ旅                                  | 石原良純、西田尚美             | [ R 23 ]          |
| 45 | 7月5日   | etSETOraで行く瀬戸内の旅                                                 | 徳永ゆうき、吉川正洋           | 特別編            |
| 46 | 7月12日  | SEA SPICAで巡る瀬戸内海の旅                                              | 徳永ゆうき、吉川正洋           | 特別編            |
| 47 | 7月19日  | 富良野・美瑛 ラベンダー畑の旅                                            | 榊原郁恵、上野耕平             |                   |
| 48 | 8月9日   | 「ろくもん」で行く信州・軽井沢の自然を満喫リゾート旅                     | 近藤春菜、藤富郷               | [ R 24 ]          |
| 49 | 8月16日  | 三陸鉄道で行く三陸美食三昧の旅                                           | 渡辺えり、徳永ゆうき           | [ R 25 ]          |
| 50 | 8月23日  | 「しまんトロッコ」で行く四国四万十絶景の旅                               | 南美希子、宮川一朗太           |                   |
| 51 | 9月20日  | 「よしの川ブルーライン」で行く四国グルメの旅                             | 西村和彦、島崎和歌子           | [ 注 7 ]          |
| 52 | 10月4日  | 阪神・山陽電鉄で行く2大名城絶景旅                                        | ビビる大木、瀧野由美子         |                   |
| 53 | 10月11日 | 海の絶景・グルメを堪能!和歌山・南紀白浜の旅                              | 角野卓造、はいだしょうこ       |                   |
| 54 | 10月25日 | 上毛電気鉄道で行く紅葉広がる秋満喫旅                                     | 潮田玲子、伊藤壮吾             |                   |
| 55 | 11月1日  | ゆふいんの森で行く由布院・極上温泉旅                                     | 升毅、高橋ひとみ               | [ R 26 ]          |
| 56 | 11月15日 | 野岩鉄道で行く紅葉&温泉満喫旅                                            | 藤田朋子、南田裕介             |                   |
| 57 | 11月22日 | 天竜浜名湖鉄道で行く浜名湖満喫の旅                                       | 鈴木砂羽、吉川正洋             |                   |
| 58 | 11月29日 | 京阪で行く京都で“平安時代にタイムスリップ”&“絶景紅葉”旅                  | 西村和彦、高橋真麻             | [ R 27 ]          |
| 59 | 12月6日  | JR九州で行く!由布院・別府 実車トレインSP                                 | 高橋ひとみ、徳永ゆうき         | 3週連続SP         |
| 60 | 12月13日 | JR九州で行く!由布院・別府 実車トレインSP                                 | 高橋ひとみ、徳永ゆうき         | 3週連続SP         |
| 61 | 12月20日 | JR九州で行く!由布院・別府 実車トレインSP                                 | 高橋ひとみ、徳永ゆうき         | 3週連続SP         |
| 62 | 12月27日 | 開運スポット開運グルメで縦断 名古屋・大阪・岡山・愛媛の旅2時間スペシャル | 石原良純、山村紅葉             | [ 注 7 ] [ R 28 ] |
| - 1月4日、8月2日、9月20日、12月27日は2時間SP（21:00 - 22:54）。ただし8月2日は#22・#23の各再放送、9月20日は#16（再放送）・#51を連続して放送した。 - 9月13日は『深層NEWS 放送2000回2時間SP!』を放送のため休止。 |          |                                                                          |                                |                   |

### 2022年
| 回 | 放送日   | 放送内容                                                       | ゲスト                     | 備考      |
| -- | -------- | -------------------------------------------------------------- | -------------------------- | --------- |
| 63 | 1月10日  | THE RAIL KITCHEN CHIKUGOで行く福岡開運グルメ旅                 | 高橋英樹、徳永ゆうき       | [ R 29 ]  |
| 64 | 1月17日  | 北陸3県縦断 冬の日本海食べ鉄の旅                               | 水野裕子、亜生             | [ R 30 ]  |
| 65 | 1月31日  | パノラマsuperで行く愛知・豊川稲荷詣での旅                      | 土屋礼央、村上佳菜子       | [ R 31 ]  |
| 66 | 2月7日   | ストーブ列車で行く冬の日本海・不老ふ死温泉の旅                 | 伊藤壮吾、じろう           | [ R 32 ]  |
| 67 | 2月14日  | 特急海幸山幸で行く宮崎・高千穂の旅                             | 吉川正洋、佐々木久美       | [ R 33 ]  |
| 68 | 3月7日   | 青春18きっぷで行く ご当地ラーメン食べ尽くし鉄道旅              | 市川紗椰、秋山竜次         | [ R 34 ]  |
| 69 | 3月21日  | SLやまぐち号で行く春の山口 贅沢ふぐ三昧の旅                    | 升毅、神田愛花             |           |
| 70 | 3月28日  | 信楽高原鐵道「SHINOBI-TRAIN」&近江鉄道で行く“絶景桜”旅         | 西村和彦、高橋ユウ         | [ R 35 ]  |
| 71 | 4月4日   | 春爛漫!関西三都・名物餃子食べ尽くし旅                          | 角野卓造、峯岸みなみ       |           |
| 72 | 4月25日  | 小海線で行く南アルプス 春の桃源郷&星降る高原の旅               | 辰巳琢郎、南美希子         | [ R 36 ]  |
| 73 | 5月2日   | 伊豆急ラッピング列車で行く伊豆半島で“歴史ロマン”に浸る旅       | 梶原善、上野耕平           |           |
| 74 | 5月16日  | 特急草津で行く世界遺産・富岡製糸場&草津温泉の旅                | 原田龍二、村井美樹         | [ R 37 ]  |
| 75 | 5月23日  | あをによしで行く世界遺産&万葉集に感動する"インスタ女子"旅      | 八嶋智人、斉藤雪乃         | [ R 38 ]  |
| 76 | 5月30日  | ラ・マル・ド・ボァで行く岡山・小豆島の旅                       | 長谷川忍、瀧野由美子       | [ 注 8 ]  |
| 77 | 6月6日   | JR九州ローカル線乗り継ぎで行く世界文化遺産・軍艦島の旅         | 千秋、吉川正洋             | [ 注 8 ]  |
| 78 | 6月20日  | 列車で四国横断 香川・愛媛、実車トレインSP                      | 香西かおり、徳永ゆうき     | 3週連続SP |
| 79 | 6月27日  | 列車で四国横断 香川・愛媛、実車トレインSP                      | 香西かおり、徳永ゆうき     | 3週連続SP |
| 80 | 7月4日   | 列車で四国横断 香川・愛媛、実車トレインSP                      | 香西かおり、徳永ゆうき     | 3週連続SP |
| 81 | 7月18日  | 釧網本線で行く"北海道の大自然!” 釧路湿原&網走の旅              | 水野裕子、照英             | [ R 41 ]  |
| 82 | 7月25日  | 越乃Shu*Kuraで行く新潟の食と日本三大花火を堪能する旅           | 六角精児、西山茉希         |           |
| 83 | 8月1日   | わたらせ渓谷鐵道で行く奥日光・中禅寺湖 星野リゾートの旅        | 若村麻由美、南田裕介       |           |
| 84 | 8月8日   | SL銀河で行く世界遺産・中尊寺金色堂&小岩井農場の旅              | 升毅、瀬戸カトリーヌ       |           |
| 85 | 8月29日  | アガッタン&ローカル線で行く"ダム王国"群馬の旅                  | 石原良純、川村エミコ       | [ R 42 ]  |
| 86 | 9月5日   | 相鉄・JR直通線で行く城下町・小田原プチ温泉旅                   | ミッツ・マングローブ、亜生 | [ R 43 ]  |
| 87 | 9月12日  | 阿武隈急行・奥羽本線で行く東北3県"肉三昧"の旅                  | 彦摩呂、徳永ゆうき         |           |
| 88 | 9月19日  | ノースレインボーエクスプレスで行く"北海道三大温泉"入り尽くし旅 | 土屋礼央、新井恵理那       |           |
| 89 | 10月3日  | 阿佐海岸鉄道DMVで行く室戸岬&日本一の動物園の旅                 | 森泉、伊藤壮吾             |           |
| 90 | 10月10日 | 「A列車で行こう」で行く潜伏キリシタンの聖地・熊本天草の旅      | 松崎しげる、松井玲奈       |           |
| 91 | 10月31日 | 陸羽東線で行く仙台・日本三景松島・鳴子峡紅葉の旅               | 大島蓉子、中野周平         | [ R 44 ]  |
| 92 | 11月7日  | 富士山絶景三昧＆工場夜景の旅                                   | 田山涼成、南美希子         |           |
| 93 | 11月14日 | 4週連続！豪華観光列車で行く新潟・石川実車トレイン              | 照英、水野裕子             | 4週連続SP |
| 94 | 11月21日 | 4週連続！豪華観光列車で行く新潟・石川実車トレイン              | 照英、水野裕子             | 4週連続SP |
| 95 | 11月28日 | 4週連続！豪華観光列車で行く新潟・石川実車トレイン              | 照英、水野裕子             | 4週連続SP |
| 96 | 12月5日  | 4週連続！豪華観光列車で行く新潟・石川実車トレイン              | 照英、水野裕子             | 4週連続SP |
| 97 | 12月19日 | あめつちで行く出雲大社＆鳥取カニ三昧の旅                       | 田中要次、神田うの         |           |

### 2023年
| 回  | 放送日   | 放送内容                                                       | ゲスト                         | 備考             |
| --- | -------- | -------------------------------------------------------------- | ------------------------------ | ---------------- |
| 98  | 1月9日   | 広島電鉄で行く"世界遺産”宮島・嚴島神社の旅                     | 西村和彦、東ちづる             |                  |
| 99  | 1月16日  | 岐阜県 下呂・白川郷を巡る旅                                    | 川村エミコ、おたけ、太田博久   | [ R 45 ]         |
| 100 | 1月23日  | 山形ローカル線で行く樹氷と銀山温泉を満喫する雪景色の旅         | 高橋英樹、南田裕介             | [ R 46 ]         |
| 101 | 2月6日   | スノーモンキーで行く"かまくら"と"温泉"を満喫する信州雪見旅     | 香西かおり、吉川正洋           |                  |
| 102 | 2月20日  | 指宿のたまて箱で行く鹿児島の旅                                 | 村井美樹、トム・ブラウン       | [ R 47 ]         |
| 103 | 2月27日  | 贅沢列車で行く函館・青森実車トレインSP                         | 藤田朋子、徳永ゆうき           | 3週連続SP        |
| 104 | 3月6日   | 贅沢列車で行く函館・青森実車トレインSP                         | 藤田朋子、徳永ゆうき           | 3週連続SP        |
| 105 | 3月13日  | 贅沢列車で行く函館・青森実車トレインSP                         | 藤田朋子、徳永ゆうき           | 3週連続SP        |
| 106 | 3月27日  | 東急東横線で行くナポリタンの元祖を頂く"昭和レトロ満喫旅"       | 飯尾和樹、ミッツ・マングローブ | ここまで月曜放送 |
| 107 | 4月4日   | キンメ電車で行く春の伊豆絶景＆グルメ旅                         | 加藤諒、伊藤壮吾               | ここから火曜放送 |
| 108 | 4月11日  | 春到来！みなかみ町で新緑満喫旅                                 | 井森美幸、小田井涼平           |                  |
| 109 | 4月18日  | 小湊鐵道トロッコ電車で行く千葉縦断！春の贅沢絶景旅             | 川中美幸、上野耕平             |                  |
| 110 | 5月2日   | 特急南紀で行く松阪牛と生まぐろに酔いしれる世界遺産・熊野古道旅 | 相川七瀬、川村エミコ           |                  |
| 111 | 5月9日   | 予讃線で行く瀬戸内のアートと絶景を満喫する旅                   | 山根良顕、斉藤雪乃             |                  |
| 112 | 5月23日  | 海里で行く日本海を満喫！新潟・佐渡島の旅                       | 田中要次・水森かおり           |                  |
| 113 | 5月30日  | 3週連続近鉄乗り尽くし！三重・奈良実車トレインSP                | 水森かおり、徳永ゆうき         | 3週連続SP        |
| 114 | 6月6日   | 3週連続近鉄乗り尽くし！三重・奈良実車トレインSP                | 水森かおり、徳永ゆうき         | 3週連続SP        |
| 115 | 6月13日  | 3週連続近鉄乗り尽くし！三重・奈良実車トレインSP                | 水森かおり、徳永ゆうき         | 3週連続SP        |
| 116 | 6月27日  | 只見線で行く奥会津秘境＆霧幻峡の旅                             | 六角精児・平子祐希             |                  |
| 117 | 7月4日   | しまてつカフェトレインで行く雲仙の温泉と食をを満喫する旅       | 田山涼成・南美希子             |                  |
| 118 | 7月18日  | 南海＆京阪で行く"大阪の昭和レトロ満喫旅"前編                   | 川中美幸、南田裕介             |                  |
| 119 | 7月25日  | 南海＆京阪で行く"大阪の昭和レトロ満喫旅"後編                   | 川中美幸、南田裕介             |                  |
| 120 | 8月1日   | ローカル線で行く夏の風物詩！青森ねぶた祭の旅                   | 古坂大魔王、吉川正洋           |                  |
| 121 | 8月8日   | 四国まんなか千年ものがたりで行く高知「よさこい」の旅           | 土屋礼央、村上佳菜子           |                  |
| 122 | 8月15日  | スペーシア X 試乗会SP                                          | 南美希子、南田裕介             |                  |
| 123 | 8月29日  | 北上線で行く花火芸術の最高峰！秋田「大曲の花火」の旅           | 藤あや子、上野耕平             |                  |
| 124 | 9月5日   | 夏真っ盛り！ながらで行く郡上おどり満喫旅                       | 清水ミチコ、徳永ゆうき         |                  |
| 125 | 10月3日  | 特急とかちで行くトマムの絶景"雲海”に出会う旅                   | 戸次重幸、川村エミコ           |                  |
| 126 | 10月10日 | 青い森鉄道で行く奥入瀬の紅葉を満喫する旅                       | 升毅、りんごちゃん             |                  |
| 127 | 10月17日 | 箱根登山鉄道で行く箱根・秋の絶景                               | 八木亜希子、徳永ゆうき         |                  |
| 128 | 10月24日 | 小田井涼平が行くお湯鉄旅～野岩鉄道編～                         | 小田井涼平                     | [ R 52 ]         |
| 129 | 10月31日 | 嵐電で行く嵐山の紅葉を巡る贅沢おとな旅                         | 名取裕子、西村和彦             |                  |
| 130 | 11月7日  | 京王線で行く高尾山日帰り紅葉狩りの旅                           | 石丸謙二郎、川村エミコ         |                  |
| 131 | 11月21日 | 2週連続 JR九州乗り尽くし！福岡・佐賀実車トレインSP①            | YOU、上野耕平                  |                  |
| 132 | 11月28日 | 2週連続 JR九州乗り尽くし！福岡・佐賀実車トレインSP②            | YOU、上野耕平                  |                  |
| 133 | 12月12日 | 友近・礼二が 信州ローカル線でまったり旅（1）                   | なし                           |                  |
| 134 | 12月19日 | 友近・礼二が 信州ローカル線でまったり旅（2）                   | なし                           |                  |

### 2024年
| 回  | 放送日  | 放送内容                                                   | ゲスト(4月以降に関しては基本はVTR出演。ない場合は特記しない） | 備考               |
| --- | ------- | ---------------------------------------------------------- | ------------------------------------------------------------- | ------------------ |
| 135 | 1月9日  | 2週連続！長崎 実車トレインＳＰ①                            | YOU、上野耕平                                                 | 第132回の続き      |
| 136 | 1月16日 | 2週連続！長崎 実車トレインＳＰ②                            | YOU、上野耕平                                                 |                    |
| 137 | 1月30日 | 男鹿線＆田沢湖線で行く憧れの秘湯"乳頭温泉郷”巡りの旅       | 浅野ゆう子、吉川正洋                                          |                    |
| 138 | 2月20日 | 角野卓造が行く つまみ鉄～都電荒川線編～                    | 角野卓造                                                      | [ R 53 ]           |
| 139 | 2月27日 | SL冬の湿原号＆流氷物語号で行く白銀の北海道絶景旅           | 宇梶剛士、徳永ゆうき                                          |                    |
| 140 | 3月5日  | 特急きのさきで行く城崎温泉＆カニざんまいの旅               | 伊藤かずえ、伊藤壮吾                                          |                    |
| 141 | 4月2日  | 春に行きたい！パンフ妄想                                   |                                                               | [ R 54 ]           |
| 142 | 4月9日  | 内藤剛志が行く肉鉄旅～近江鉄道編～                         | 内藤剛志                                                      | [ R 55 ]           |
| 143 | 4月16日 | 徳永ゆうきの撮り鉄カレンダー旅 白銀の絶景 新潟             | 徳永ゆうき                                                    | [ R 56 ]           |
| 144 | 4月23日 | 特急やくも新型車両で行く うどん・そば鉄旅                  | 西村和彦                                                      | [ R 57 ]           |
| 145 | 4月30日 | GWに行きたい！パンフ妄想                                   |                                                               | [ R 58 ]           |
| 146 | 5月7日  | 南田プレゼンツ 今熱い！大井川鐡道ツアー                    |                                                               | [ 注 10 ] [ R 59 ] |
| 147 | 5月21日 | 友近プレゼンツ 地元愛媛妄想ツアー                          |                                                               |                    |
| 148 | 6月4日  | 徳永ゆうきの撮り鉄カレンダー旅（2）                        | 徳永ゆうき                                                    |                    |
| 149 | 6月11日 | けん玉ゆかりの地へ！フラワー長井線で行く三山ひろしの一人旅 | 三山ひろし                                                    | [ R 60 ]           |
| 150 | 6月18日 | 新緑の季節に行きたい！パンフ妄想                           |                                                               |                    |
| 151 | 7月2日  | 徳永ゆうきの撮り鉄カレンダー旅with三山ひろし（1）          | 三山ひろし、徳永ゆうき                                        |                    |
| 152 | 7月9日  | 徳永ゆうきの撮り鉄カレンダー旅with三山ひろし（2）          | 三山ひろし、徳永ゆうき                                        |                    |
| 153 | 7月16日 | 鉄道を乗り継いで行く！パンフ妄想                           |                                                               |                    |
| 154 | 8月13日 | SATONOで巡る友近・礼二の2人旅in福島                        |                                                               |                    |
| 155 | 8月20日 | 会津鉄道で巡る友近・礼二の2人旅in福島                      |                                                               | [ 注 11 ]          |

## BS5局との連動
2021年3月20日 14:30 - 16:00放送の民放BS5局リレー特番第2弾『バナナマンのBSはササルTV ズブズブスペシャル!』を放送。4番手テーマは「旅」。
総合MC
- バナナマン（設楽統・日村勇紀） - YOUは何しに日本へ Classic、バナナマンのせっかくグルメ!!傑作選

アシスタント
- 斎藤ちはる（テレビ朝日アナウンサー）

他局ゲスト
- 林家たい平 - 新 鉄道・絶景の旅
- 馬場裕之（ロバート） - 走る別荘!車中泊の旅
- つるの剛士 - つるのたび キャンピングカーで出かけよう!
- アキヤマン（ロバート・秋山竜次） - 空からオジャマします 〜ニッポン冒険飛行〜

## スタッフ
- 構成 - すずきB、小美野高明、つだちえこ
- CAM - 小野寺康敏、福浦俊輔、大脇悠誠
- AUD - 松橋利行
- 照明 - 大矢幸男
- 美術プロデューサー - 吉田敬
- デザイン - 内山真理子
- アートコーディネーター - 三上貴子
- 大道具 - 長壁誠
- メイク - 山田かつら
- CG - 内田美桜、後藤明日果
- 編集 - 村田清和
- MA - 中村裕子
- 音響効果 - 赤座聡子（SPOT）
- 技術協力 - エスユー、東京オフラインセンター
- 協力 - JTBパブリッシング、交通新聞社
- デスク - 石川智子
- AD - 藤平田栞里、成嶋瞳、大野愛莉、在澤瑞希、尾倉佳菜
- AP - 中野静香
- ディレクター - 田口純平、中野栞里、尾籠美佳
- 演出 - 山井貴超、山際梨紗
- プロデューサー - 菊地武（BS日テレ）、飯田知佳、栗林翔子
- 制作協力 - 極東電視台
- 製作著作 - BS日テレ

## メディア掲載
- JTBのMOOK『脳内&リアルに楽しむ!達人が教える鉄道旅』（JTBパブリッシング、2021年7月29日発売 ISBN 978-4533145957） - 巻頭特集で本番組について特集、友近と礼二の対談も掲載している[5]ほか、本番組で行った妄想旅の一部を「実行編」として紹介。
- 朝日新聞（東京本社版）元日特集2部「テレビ・ラジオ」（2022年1月1日付）17面にて、友近・礼二インタビューを写真付きで掲載。

### アンコール放送
1. ↑  2021年7月26日
2. ↑  2021年6月28日
3. ↑  2021年8月30日
4. ↑  2021年1月25日
5. ↑  2020年11月30日
6. ↑  2021年9月20日（2時間SP）
7. ↑  2021年3月22日
8. ↑  2021年3月8日
9. ↑  2021年10月18日
10. ↑  2021年2月22日
11. 1 2  2021年8月2日（2時間SP）
12. ↑  2021年6月14日
13. ↑  2024年2月13日
14. ↑  2022年1月24日
15. ↑  2021年3月29日
16. ↑  2021年5月17日
17. ↑  2022年5月9日
18. ↑  2021年9月27日
19. ↑  2022年2月21日
20. ↑  2022年2月28日
21. ↑  2021年9月6日
22. ↑  2021年11月8日
23. ↑  2022年7月11日
24. ↑  2022年8月22日
25. ↑  2022年8月15日
26. ↑  2022年6月13日
27. ↑  2022年10月24日
28. ↑  2022年3月20日（12:00 - 13:55）
29. ↑  2022年4月11日
30. ↑  2022年3月14日
31. ↑  2023年2月13日
32. ↑  2024年2月6日
33. ↑  2022年4月18日
34. ↑  2022年10月17日
35. ↑  2023年3月20日
36. ↑  2023年4月25日
37. ↑  2022年12月12日
38. ↑  2023年8月22日
39. ↑  2023年1月30日
40. ↑  2022年12月26日
41. ↑  2023年6月20日
42. ↑  2023年5月16日
43. ↑  2023年7月11日
44. ↑  2023年11月14日
45. ↑  2024年1月23日
46. ↑  2023年12月5日
47. ↑  2024年3月12日
48. ↑  2024年3月26日
49. ↑  2023年9月12日
50. ↑  2023年9月19日
51. ↑  2023年9月26日
52. ↑  2024年6月25日
53. ↑  2024年7月23日
54. ↑  2024年7月30日
55. ↑  2024年5月14日
56. ↑  2024年5月28日
57. ↑  2024年9月3日
58. ↑  2024年8月6日
59. ↑  2024年9月10日
60. ↑  2024年8月27日